# Hermann Kutter
Hermann Kutter, född 12 september 1862, död 22 mars 1931, var en schweizisk teolog.
Kutter var kyrkoherde i Zürich 1898-1926. I sitt tidigare författarskapt företrädde Kutter påverkad av Christoph Blumhardt kyrkans och religionens sociala ansvar och uppgifter och var en av ledarna i den så kallade evangelisk-sociala rörelsen. Bland hans skrifter märks Sie müssen (1904, svensk översättning 1907). Genom senare religionsfilosofiska skrifter har han påverkade den kring Karl Barth utbildade så kallade dialektiska teologin.